# Hamad Al-Enezi
Hamad Al-Enezi (en árabe: حمد نايف العنزي‎, Kuwait, Kuwait, 5 de octubre de 1986) es un exfutbolista kuwaití que jugaba en la posición de delantero.

## Carrera

### Club
| Periodo   | Club                     |
| --------- | ------------------------ |
| 2005-2016 | Qadsia SC                |
| 2015–2016 | → Al-Salmiya SC (cedido) |
| 2016–2018 | Al-Arabi                 |

### Selección nacional
Jugó para Kuwait en 34 ocasiones de 2008 a 2012 y anotó cuatro goles; participó en los Juegos Asiáticos de 2006 y la Copa Asiática 2011.

## Logros
- Liga Premier de Kuwait (5): 2008–09, 2009–10, 2010–11, 2011–12, 2013–14
- Copa del Emir de Kuwait (5): 2006–07, 2009–10, 2011–12, 2012–13, 2014–15
- Copa de la Corona de Kuwait (6): 2005, 2006, 2009, 2012–13, 2013–14, 2015-16
- Supercopa de Kuwait (4): 2009, 2011, 2013, 2014
- Copa Federación de Kuwait (4): 2007–08, 2008–09, 2010–11, 2012–13
- Copa AFC (1): 2014